# Фурусет, Уле Кристиан
Уле Кристиан Фурусет (норв. Ole Kristian Furuseth, род. 7 января 1967 года, Есхейм) — норвежский горнолыжник, призёр Олимпийских игр и чемпионата мира, победитель этапов Кубка мира. Специализировался в слаломных дисциплинах.
В Кубке мира Фурусет дебютировал 16 декабря 1986 года, в марте 1989 года одержал свою первую в карьере победу этапе Кубка мира, в слаломе. Всего имеет на своём счету 9 побед на этапах Кубка мира, 6 в слаломе и 3 в гигантском слаломе. Лучшим достижением в общем зачёте Кубка мира, является для Фурусета 2-е место в сезоне 1989/90, дважды, в сезонах 1988/89 и 1989/90 он завоевывал малый Кубок мира в зачёте гигантского слалома.
На Олимпийских играх 1992 года в Альбервиле был 4-м в супергиганте, 5-м в гигантском слаломе и 7-м в комбинации, кроме того стартовал в слаломе, но сошёл с дистанции.
На Олимпийских играх 1994 года в Лиллехаммере стартовал в слаломе и гигантском слаломе, но в обеих дисциплинах не был классифицирован, по причине схода с дистанции.
На Олимпийских играх 1998 года в Нагано завоевал серебряную медаль в слаломе, более секунды проиграв чемпиону, своему партнёру по команде Хансу Петтеру Буросу и всего лишь на 0,04 секунды опередив ставшего третьим австрийца Томаса Сикору.
На Олимпийских играх 2002 года в Солт-Лейк-Сити занял 9-е место в слаломе.
За свою карьеру участвовал в шести чемпионатах мира, на чемпионате мира 1991 года завоевал бронзовую медаль в слаломе, кроме того в разные годы трижды останавливался в шаге от пьедестала, становясь четвёртым.
Завершил спортивную карьеру в 2002 году, после этого занимался бизнесом, а именно строительством недвижимости в норвежском горнолыжном курорте Квитфьель.

## Победы на этапах Кубка мира (9)
| № | Сезон   | Дата        | Место               | Дисциплина            |
| - | ------- | ----------- | ------------------- | --------------------- |
| 1 | 1988/89 | 5 мар 1989  | Фурано              | Слалом                |
| 2 | 1988/89 | 9 мар 1989  | Сига Когэн          | Гигантский слалом     |
| 3 | 1989/90 | 23 ноя 1989 | Парк-Сити           | Гигантский слалом (2) |
| 4 | 1990/91 | 18 дек 1990 | Мадонна-ди-Кампильо | Слалом (2)            |
| 5 | 1990/91 | 22 дек 1990 | Краньска-Гора       | Слалом (3)            |
| 6 | 1990/91 | 21 янв 1991 | Адельбоден          | Гигантский слалом (3) |
| 7 | 1995/96 | 19 янв 1996 | Бормио              | Слалом (4)            |
| 8 | 1997/98 | 1 мар 1998  | Ёнпхён              | Слалом (5)            |
| 9 | 1999/00 | 19 мар 2000 | Бормио              | Слалом (6)            |